# 吉格吉貝河
吉格吉貝河（Gilgel Gibe River）是埃塞俄比亞西南部的吉貝河支流，成為吉馬地區（Jimma Zone）南部和奧莫河以西的南方各族州之間一部分界線，接著河流向北推進，在與奧莫河（Omo River）匯流處相距少於十英哩的地方與吉貝河（Gibe River）匯流。

## 水力發電

### 第一期工程
1980年代出現發展吉格吉貝河的水力發電計劃，1986年開始興建的發電廠。搬遷計劃中移至新地區的3,000人中，包括住在連接亞的斯亞貝巴電纜附近的居民。計劃曾在1990年代被擱置，最終在2004年落成。發電廠的造價20億埃塞俄比亞比爾，工程僱用了307個來自32個國家的被驅逐出國的人士和4,015個本地人。
40米高的水壩形成儲水量8億5千萬立方米的水塘，發電廠的3個軸流式渦輪機（Francis turbine）在河水流過時產生電力，發電量184兆瓦，是埃塞俄比亞最大的發電廠。

### 第二期工程
吉貝─奧莫水力發電計劃的第二期工程中首要項目是吉貝河二號發電廠，興建過程中居民不用搬遷。由吉格吉貝河水壩控制，河水將經全長26公里的液壓管道輸往吉貝一壩下游約2公里的奧莫河，這條管道是全非洲最長的同類型隧道。
興建發電廠直至2009年8月，第二期工程已完成97.5%，計劃在2009年9月後由代辦人繼續工程。

## 吉貝三壩
水壩預計在2013年落成。

## 外部連結
- The "white oil" of Ethiopia
- Africa Resources Working Group Commentary on Gibe III Dam （页面存档备份，存于）
- The dam that divides Ethiopians （页面存档备份，存于） March 2009 BBC News report

6°51′N 37°18′E / 6.85°N 37.3°E